# 周敬王
周敬王（前6世纪？—前476年），姬姓，名匄（音同「丐」），中國東周君主，諡號敬王。他是周景王的兒子，周悼王同母弟。
周景王的庶長子王子朝在悼王病死後，自立為王。晉國派兵攻打王子朝，立王子匄為王。此後敬王與王子朝不時仍有衝突。前516年王子朝逃到楚國。前505年春，楚国被吴国击败，险些亡国，周敬王趁机派人在楚地殺死王子朝。儋翩帶領王子朝支持者在次年起兵舉事，敬王出逃，在前503年得晉國幫助下回都。
東周自周平王開始以雒邑（洛邑，又稱成周）為都城，平王東遷後，又稱雒邑為王城。敬王時，因王子朝在雒邑勢大，乃遷都至雒邑之東，稱新都為成周，稱舊都為王城。
周敬王二十六年（前494年），吳王夫差為父報仇，起兵擊敗越國，越王勾踐求和，並獻上美女西施給夫差。《左傳·哀公十九年》記載，冬，周敬王去世，葬于三王陵（今河南省洛阳市西南10里处）。
在位期間執政為單穆公、劉文公、單武公、劉桓公、萇弘、單平公。